# Habtamu Bekele
Habtamu Bekele (1978) è un ex maratoneta etiope.

## Competizioni internazionali
2003
- Bronzo alla Maratona di Praga ( Praga) - 2h14'10"
- 5º alla Maratona di Roma ( Roma) - 2h10'42"
- Bronzo alla Maratona di Dubai ( Dubai)  2h11'03"

2004
- 5º alla Maratona di Praga ( Praga) - 2h13'06"
- 4º alla Maratona di Roma ( Roma) - 2h12'04"
- 8º alla Maratona di Venezia ( Venezia) - 2h15'42"
- Oro alla Maratona di Tiberiade ( Tiberiade) - 2h15'39"

2005
- 7º alla Maratona di Torino ( Torino) - 2h16'52"
- Oro alla Maratona di Tiberiade ( Tiberiade) - 2h18'08"

2006
- Bronzo alla Maratona di Atene ( Atene) - 2h20'04"
- Argento alla Maratona di Tiberiade ( Tiberiade) - 2h16'23"

2007
- 8º alla Maratona di Colonia ( Colonia) - 2h17'39"
- 15º alla Maratona di Singapore ( Singapore) - 2h22'56"

2008
- Oro alla Maratona di Buffalo ( Buffalo) - 2h26'05"
- 6º alla Maratona di Atlanta ( Atlanta) - 2h26'29"
- Argento alla Bermuda International Marathon ( Hamilton) - 2h31'26"
- 4º alla Run for the Parks ( New York), 4 miglia - 19'49"